# Canciones para después de una guerra
Canciones para después de una guerra es una película documental del director Basilio Martín Patino, basada en la España de posguerra. Se realizó de forma clandestina en 1971 y no fue estrenada hasta 1976, después de la muerte del dictador  Francisco Franco.

## Contenido
La película consiste en una serie de imágenes de archivo, todas ellas previamente aprobadas por la censura, sobre las que se superponen canciones populares de la época con el fin de dar un segundo significado, a menudo satírico, a lo que se muestra en pantalla. El propio Basilio Martín Patino comentaría más adelante:

En la guerra había una época, un entusiasmo, una entrega que era estimulante. En la posguerra hubo resignación, cabreo y la esperanza de que todo aquello cambara. Sin duda, fue más dura la posguerra [...] En las revistas se pueden ver los contrastes de la posguerra. En ellas se aprecia la forma de vestir de la gente, la forma de comportarse y, cuando se pone la lupa encima, se pueden ver los detalles, se descubren las caras terribles, de luto, de miedo, de terror. Lo que más me impresionó fueron las caras, las mujeres de luto, los niños, siempre los niños. Era terrible. Cuando terminé Canciones para después de una guerra me di cuenta de que había llenado la película de niños solitarios. Fue una mezcla de sorpresa, asombro y espanto ante lo que la posguerra significó de sufrimiento, miedo, padecimiento, compasión y solidaridad. Madrid había sido la ciudad libre, la ciudad del antifascismo y seguía conservando el espíritu rebelde que en esa época estaba callado, resignado, pero que afloraba en el momento en que escarbabas..

## Las canciones
Además de los himnos de trinchera, entre los temas musicales seleccionados pueden citarse por ejemplo:
Las coplas «Échale guindas al pavo», por Imperio Argentina, «La morena de mi copla» por Estrellita Castro, «La bien pagá» por Miguel de Molina, «Lerele» por Lola Flores, «Francisco Alegre» por Juanita Reina, las canciones «Angelitos negros» por Antonio Machín, «Americanos» por Lolita Sevilla, «Lili Marleen» por Marlene Dietrich, «Raska yu» por Bonet de San Pedro, «Mi vaca lechera» por Juan Manuel Torregrosa, o el tango «Limosna de amor», en la interpretación de García Guirao.

### Listado
- A lo loco - Luisa Linares y los Galindos
- Amar y vivir - Antonio Machín
- Americanos - Lolita Sevilla
- Angelitos Negros - Antonio Machín
- Échale guindas al pavo - Imperio Argentina, Miguel Ligero
- En "Er" Mundo  - Orquesta Madrid
- Francisco Alegre - Juanita Reina
- Himno del Legionario
- Jota de José Antonio
- La bien pagá - Miguel de Molina
- La Chunga - Pepe Blanco
- La Gallina Papanatas - Marta Flores
- La hija de Don Juan Alba - Niño De Utrera
- La morena de mi copla - Estrellita Castro
- La televisión - Lolita Garrido
- Lerele - Lola Flores
- Limosna de amor - García Guirao
- Los Fichaos - Los Chiquis
- Manolete -  Los Picadores
- María Dolores - Jorge Sepúlveda
- Mi casita de papel - Antoñita Rusel
- Mi vaca lechera - Juan M. Torregrosa
- Mírame - Celia Gámez
- Mirando al mar - Jorge Sepúlveda
- Montañas Nevadas
- Popurrí: Carrasclás / Yo Te Daré / Chaparrita / Tiro Liro
- Que se mueran los feos - Orquesta Madrid
- Raska yu - Bonet de San Pedro
- Salud, dinero y amor - Lalo Martel y Los Reyes
- Santa Marta - Tomás Ríos y Orquesta
- Se va el caimán - Digno García Y Sus Cairos
- Sintonía NoDo
- Tatuaje - Conchita Piquer
- Total para qué - Don Liñan
- Una y dos, Patatín, Patatán / La despedida / Peticiones Radioyentes /
- Viajera - Lolita Garrido
- Ya Hemos Pasao - Celia Gámez
- Yo te diré  - Nani Fernández
- Yo Tenía Un Camarada